# Detective Comics
Detective Comics (рус. Детективные комиксы) — американский ежемесячный журнал комиксов, издаваемый DC Comics с 1937 года. Наиболее известен тем, что именно в нём дебютировал классический супергерой Бэтмен: Detective Comics #27 (май 1939). Наряду с Action Comics, где в этот же период впервые появился Супермен, эта серия является титульной в комикс-среде, а также она послужила источником названия всего издательства (DC — Detective Comics). Насчитывая 881 ежемесячный выпуск в первом томе, это наиболее долгая непрерывно публикуемая комикс-серия в США. С июня 2016 года серия вернулась к старой нумерации (с учётом выпусков после обнуления нумерации) и новый выпуск вышел под номером #934.

## Первые появления персонажей
| Персонаж                       | Выпуск    | Дата выхода   |
| ------------------------------ | --------- | ------------- |
| Слэм Брэдли                    | #1        | Март 1937     |
| Алый мститель                  | #20       | Октябрь 1938  |
| Комиссар Джеймс Гордон         | #27       | Май 1939      |
| Бэтмен                         | #27       | Май 1939      |
| Томас Уэйн                     | #33       | Ноябрь 1939   |
| Марта Уэйн                     | #33       | Ноябрь 1939   |
| Джо Чилл                       | #33       | Ноябрь 1939   |
| Хьюго Стрейндж                 | #36       | Февраль 1940  |
| Робин                          | #38       | Апрель 1940   |
| Глиноликий (Базиль Карло)      | #40       | Июнь 1940     |
| Пингвин                        | #58       | Декабрь 1941  |
| Двуликий                       | #66       | Август 1942   |
| Траляля и Труляля              | #74       | Апрель 1943   |
| Загадочник                     | #140      | Октябрь 1948  |
| Красный колпак                 | #168      | Февраль 1951  |
| Светлячок                      | #184      | Июнь 1952     |
| Бэтмены всех стран             | #215      | Январь 1955   |
| Марсианский охотник            | #225      | Ноябрь 1955   |
| Бэтвумен                       | #233      | Июль 1956     |
| Календарный человек            | #259      | Сентябрь 1958 |
| Бэт-Майт                       | #267      | Май 1959      |
| Глиноликий (Мэтт Хэйген)       | #298      | Декабрь 1961  |
| Кэтмен                         | #311      | Январь 1963   |
| Блокбастер                     | #345      | Ноябрь 1965   |
| Мастер ключей                  | #351      | Май 1966      |
| Бэтгёрл (Барбара Гордон)       | #359      | Январь 1967   |
| Джейсон Бард                   | #392      | Октябрь 1969  |
| Мен-Бэт                        | #400      | Июнь 1970     |
| Талия аль Гуль                 | #411      | Май 1971      |
| Харви Баллок                   | #441      | Июль 1974     |
| Лесли Томпкинс                 | #457      | Март 1976     |
| Калькулятор                    | #463      | Сентябрь 1976 |
| Руперт Торн                    | #469      | Май 1977      |
| Сильвер Ст.-Клауд              | #470      | Июнь 1977     |
| Глиноликий (Престон Пэйн)      | #478      | Июль 1978     |
| Макси Зевс                     | #483      | Май 1979      |
| Убийца Крок                    | #523      | Февраль 1983  |
| Оникс                          | #546      | Январь 1985   |
| Чревовещатель (Арнольд Уэскер) | #583      | Февраль 1988  |
| Крысолов                       | #585      | Апрель 1988   |
| Анархия                        | #608      | Ноябрь 1989   |
| Рене Монтойя                   | #642      | Март 1992     |
| Стефани Браун                  | #647      | Август 1992   |
| Криспус Аллен                  | #742      | Март 2000     |
| Саша Бордо                     | #751      | Декабрь 2000  |
| Нисса Раатко                   | #783      | Август 2003   |
| Чревовещатель (Пэйтон Райли)   | #827      | Март 2007     |
| Куклодел                       | vol. 2 #2 | Декабрь 2011  |
| Шарлотта Риверс                | vol. 2 #2 | Декабрь 2011  |
| Джилл Хэмптон                  | vol. 2 #5 | Март 2012     |

## Коллекционные издания
Серия Detective Comics насчитывает множество коллекционных изданий:
- Batman Archives (семь томов):
  - Vol. 1, содержит #27-50, Ноябрь 1997, ISBN 978-0-930289-60-7
  - Vol. 2, содержит #51-70, Ноябрь 1997, ISBN 978-1-56389-000-0
  - Vol. 3, содержит #71-86, Ноябрь 1997, ISBN 978-1-56389-099-4
  - Vol. 4, содержит #87-102, December 1998, ISBN 978-1-56389-414-5
  - Vol. 5, содержит #103-119, Апрель 2001, ISBN 978-1-56389-725-2
  - Vol. 6, содержит #120-135, August 2005, ISBN 978-1-4012-0409-9
  - Vol. 7, содержит #136-154, Ноябрь 2007, ISBN 978-1-4012-1493-7
- The Batman Chronicles (10 томов):
  - Vol. 1, содержит #27-38 и Batman #1, Апрель 2005, ISBN 978-1-4012-0445-7
  - Vol. 2, содержит #39-45, Batman #2-3, и The New York World’s Fair Comics #2, Сентябрь 2006, ISBN 978-1-4012-0790-8
  - Vol. 3, содержит #46-50, Batman #4-5, и World’s Finest Comics #1, May 2007, ISBN 978-1-4012-1347-3
  - Vol. 4, содержит #51-56, Batman #6-5, и World’s Finest Comics" #2-3, Октябрь 2007, ISBN 978-1-4012-1462-3
  - Vol. 5, содержит #57-61, Batman #8-9, и World’s Finest Comics #4, Апрель 2008, ISBN 978-1-4012-1682-5
  - Vol. 6, содержит #62-65, Batman #10-11, и World’s Finest Comics #5-6, Октябрь 2008, ISBN 978-1-4012-1961-1
  - Vol. 7, содержит #66-70, Batman #12-13, и World’s Finest Comics #7, Март 2009, ISBN 978-1-4012-2134-8
  - Vol. 8, содержит #71-74, Batman #14-15, и World’s Finest Comics #8-9, Октябрь 2009, ISBN 978-1-4012-2484-4
  - Vol. 9, содержит #75-77, Batman #16-17, и World’s Finest Comics #10, Март 2010, ISBN 978-1-4012-2645-9
  - Vol. 10, содержит #78-81, Batman #18-19, и World’s Finest Comics #11, Декабрь 2010
- Batman: The Dynamic Duo Archives (Два тома):
  - Vol. 1, содержит #327-333 и Batman #164-167, Март 2003, ISBN 978-1-56389-932-4
  - Vol. 2, содержит #334-339 и Batman #168-171, Июнь 2006, ISBN 978-1-4012-0772-4
- Showcase Presents: Batman (Четыре тома):
  - Vol. 1, содержит #327-342 и Batman #164-174, August 2006, ISBN 978-1-4012-1086-1
  - Vol. 2, содержит #343-358 и Batman #175-186, Июнь 2007, ISBN 978-1-4012-1362-6
  - Vol. 3, содержит #359-375 и Batman #189-202, July 2008, ISBN 978-1-4012-1719-8
  - Vol. 4, содержит #376-390 и Batman #202-215, July 2009, ISBN 978-1-4012-2314-4
  - Vol. 5, December 2011
- Manhunter: The Special Edition, содержит дополнительные истории об Охотнике из #437-442 и кроссовер Batman/Manhunter из #443, Manhunter #1, и Batman: Legends of the Dark Knight #100, Июнь 1999, ISBN 978-1-56389-374-2
- Batman: Strange Apparitions, содержит #469-476, #478-479, December 1999, ISBN 978-1-56389-500-5
- Tales of the Batman: Don Newton, содержит #480, 483—497; Batman #305-306, 328; и The Brave и the Bold #153, 156 & 165, Декабрь 2011, ISBN 1-4012-3294-9
- Tales of the Batman — Gene Colan, Volume One, содержит #517, 520, 528, 529 и Batman #340, 343—345, 348—351, Август 2011, ISBN 1-4012-3101-2
- DC Universe: The Stories of Alan Moore, включает #549-550: «Night Olympics» Алана Мура и Клауса Янсона с Зелёной стрелой и Чёрной канарейкой, Январь 2006, ISBN 978-1-4012-0927-8
- Batman: Year Two, содержит #575-578, Январь 1990, ISBN 978-0-930289-49-2
- Batman: Blind Justice, содержит #598-600, May 2005, ISBN 978-1-56389-047-5
- Batman: Anarky, содержит #608-609, Batman Chronicles #1, Batman: Shadow of the Bat #40-41, и Anarky #1-4, Февраль 1999, ISBN 978-1-56389-437-4
- Batman: Evolution, содержит #743-750, August 2001, ISBN 978-1-56389-726-9
- Batman: The Man Who Laughs, содержит #784-786 и Batman: The Man Who Laughs (одиночный выпуск), Февраль 2009, ISBN 978-1-4012-1626-9 (Hardcover: Январь 2008, ISBN 978-1-4012-1622-1)
- Batman: War Drums, содержит #790-796 и Robin (vol. 2) #126-128, Октябрь 2004, ISBN 978-1-4012-0341-2
- Batman: City of Crime, содержит #800-808, #811-814, Июль 2006, ISBN 978-1-4012-0897-4
- Batman: Face the Face, содержит #817-820 и Batman #651-654, Сентябрь 2006, ISBN 978-1-4012-0910-0
- Batman: Detective, содержит #821-826, Апрель 2007, ISBN 978-1-4012-1239-1
- Batman: Death и the City, содержит #827-834, Ноябрь 2007, ISBN 978-1-4012-1575-0
- Batman: Private Casebook, содержит #840-845 и DC Infinite Halloween Special, Ноябрь 2009, ISBN 978-1-4012-2015-0 (Hardcover: December 2008, ISBN 978-1-4012-2009-9)
- Batman: Heart of Hush, содержит #846-850, Март 2010, ISBN 978-1-4012-2124-9 (Hardcover: Апрель 2009, ISBN 978-1-4012-2123-2)
- Batwoman: Elegy, содержит #854-860, Июнь 2011, ISBN 978-1-4012-3146-0 (Hardcover: Июль 2010, ISBN 978-1-4012-2692-3)
- Batman: Impostors, содержит #867-870, August 2011, ISBN 978-1-4012-3144-6
- Batman: The Black Mirror, hardcover, содержит #871-881, Ноябрь 2011, ISBN 978-1-4012-3206-1

### Volume Two
- Batman: Detective Comics Vol. 1: Faces of Death, hardcover, содержит vol. 2 #1-7, Июнь 2012, ISBN 1-4012-3466-6
- Batman: Detective Comics Vol. 2: Scare Tactics, hardcover, содержит vol. 2 #8-12, Апрель 2013

### Millennium Editions
В 2000 и 2001 годах, DC некоторые из своих самых известных выпусков в серии Millennium Edition. Некоторые номера Detective Comics также были переизданы в этом формате.